# Frontière entre les Îles Marshall et Nauru
La frontière entre les îles Marshall et Nauru est une frontière internationale exclusivement maritime située dans l'océan Pacifique. Elle délimite la zone économique exclusive entre les deux pays sous la forme d'une ligne droite grossièrement orientée nord-ouest-sud-est à mi-chemin entre Nauru et l'atoll marshallais d'Ebon.
La ligne s’étend sur 165 milles nautiques qui rejoint à l'Ouest un tripoint de jonction avec la ZEE des Kiribati dont Banaba est l'île gilbertinne la plus proche.